# Lista de prêmios recebidos por La Vie d'Adèle
La vie d'Adèle é um filme francês de drama, romance e coming of age de 2013, dirigido por Abdellatif Kechiche, e produzido por Kechiche, Brahim Chioua, e Vincent Maraval. O roteiro foi co-escrito por Kechiche baseado no romance gráfico de Julie Maroh. Adèle Exarchopoulos estrela como uma adolescente que se apaixona por uma mulher mais velha interpretada por Léa Seydoux.
O filme estreou no 66.º Festival de Cinema de Cannes, em 23 de Maio de 2013 onde ganhou o Palma de Ouro. Pela primeira vez, o júri no festival de Cannes apresentou o prêmio para três destinatários: Kechiche, Exarchopoulos, e Seydoux. Com a idade de 19 anos, Exarchopoulos se tornou a mais jovem destinatária do prêmio. O filme arrecadou mais de 14 milhões de euros nas bilheterias mundiais. O agregador de críticas, Rotten Tomatoes, mostra 163 avaliações dos críticos e 90% são positivas.
La vie d'Adèle acumulou prêmios e indicações em várias categorias, com especial louvor para Kechiche na direção, e as performances de Exarchopoulos e Seydoux. No César 2014, o filme recebeu oito indicações, incluindo Melhor Filme, Melhor Diretor para Kechiche, e Melhor Atriz para Seydoux. Exarchopoulous, foi a única vencedora em Atriz revelação. Ela também ganhou o Critics' Choice Movie Award de Melhor Jovem Revelação, o Prix Lumière de Atriz Mais Promissora, e Melhor Atriz Revelação no National Board of Review. Seydoux ganhou o Lumières de Melhor Atriz bem como uma indicação ao BAFTA Rising Star Award. O filme também recebeu um Independent Spirit Award, Prêmio Bodil, Prêmio Robert, e Guldbagge Prêmio.

## Prêmios
| Premiação                                     | Data da cerimônia       | Categoria                                                                       | Recipiente(s) e nomeado(s)                                | Resultado    | Ref.ª(s)      |
| --------------------------------------------- | ----------------------- | ------------------------------------------------------------------------------- | --------------------------------------------------------- | ------------ | ------------- |
| Austin Film Critics Association               | 17 de dezembro de 2013  | Melhor Filme em Língua Estrangeira                                              | La vie d'Adèle                                            | Venceu       | [ 8 ]         |
| Union de la Critique de Cinéma                | 4 de janeiro de 2014    | Grand Prix                                                                      | La vie d'Adèle                                            | Indicado     | [ 9 ]         |
| Bodil Awards                                  | 1 de fevereiro de 2014  | Melhor Filme Não Americano                                                      | La vie d'Adèle                                            | Venceu       | [ 10 ]        |
| Boston Society of Film Critics                | 8 de dezembro de 2013   | Melhor Filme em Língua Estrangeira                                              | La vie d'Adèle                                            | Vice-campeão | [ 11 ]        |
| British Academy Film Awards                   | 16 de fevereiro de 2014 | Rising Star                                                                     | Léa Seydoux                                               | Indicado     | [ 12 ]        |
| British Academy Film Awards                   | 16 de fevereiro de 2014 | Melhor Filme em Língua Não Inglesa                                              | La vie d'Adèle                                            | Indicado     | [ 12 ]        |
| British Independent Film Awards               | 8 de dezembro de 2013   | Melhor Filme Internacional Independente                                         | La vie d'Adèle                                            | Venceu       | [ 13 ]        |
| Cannes Film Festival                          | 26 de maio 2013         | Palme d'Or                                                                      | Abdellatif Kechiche, Adèle Exarchopoulos, e Léa Seydoux   | Venceu       | [ 3 ]         |
| Cannes Film Festival                          | 26 de maio 2013         | Prêmio FIPRESCI                                                                 | La vie d'Adèle                                            | Venceu       | [ 3 ]         |
| César                                         | 28 de fevereiro de 2014 | Melhor Filme                                                                    | La vie d'Adèle                                            | Indicado     | [ 14 ] [ 15 ] |
| César                                         | 28 de fevereiro de 2014 | Melhor Diretor                                                                  | Abdellatif Kechiche                                       | Indicado     | [ 14 ] [ 15 ] |
| César                                         | 28 de fevereiro de 2014 | Melhor Atriz                                                                    | Léa Seydoux                                               | Indicado     | [ 14 ] [ 15 ] |
| César                                         | 28 de fevereiro de 2014 | Atriz Mais Promissora                                                           | Adèle Exarchopoulos                                       | Venceu       | [ 14 ] [ 15 ] |
| César                                         | 28 de fevereiro de 2014 | Melhor Roteiro Adaptado                                                         | Abdellatif Kechiche, e Ghalia Lacroix                     | Indicado     | [ 14 ] [ 15 ] |
| César                                         | 28 de fevereiro de 2014 | Melhor Fotografia                                                               | Sofian El Fani                                            | Indicado     | [ 14 ] [ 15 ] |
| César                                         | 28 de fevereiro de 2014 | Melhor Montagem                                                                 | Camille Toubkis, Albertine Lastera, e Jean-Marie Lengellé | Indicado     | [ 14 ] [ 15 ] |
| César                                         | 28 de fevereiro de 2014 | Melhor Som                                                                      | Jerome Chenevoy, Fabien Pochet, eJean-Paul Hurier         | Indicado     | [ 14 ] [ 15 ] |
| Chicago Film Critics Association              | 16 de dezembro de 2013  | Melhor Atriz                                                                    | Adèle Exarchopoulos                                       | Indicado     | [ 16 ] [ 17 ] |
| Chicago Film Critics Association              | 16 de dezembro de 2013  | Melhor Atriz Revelação                                                          | Léa Seydoux                                               | Indicado     | [ 16 ] [ 17 ] |
| Chicago Film Critics Association              | 16 de dezembro de 2013  | Melhor Filme em Língua Estrangeira                                              | La vie d'Adèle                                            | Indicado     | [ 16 ] [ 17 ] |
| Chicago Film Critics Association              | 16 de dezembro de 2013  | Performance Revelação                                                           | Adèle Exarchopoulos                                       | Venceu       | [ 16 ] [ 17 ] |
| Critics' Choice Movie Awards                  | 16 de janeiro de 2014   | Melhor Jovem Revelação                                                          | Adèle Exarchopoulos                                       | Venceu       | [ 18 ]        |
| Critics' Choice Movie Awards                  | 16 de janeiro de 2014   | Melhor Filme em Língua Estrangeira                                              | La vie d'Adèle                                            | Venceu       | [ 18 ]        |
| Dallas–Fort Worth Film Critics Association    | 16 de dezembro de 2013  | Melhor Filme em Língua Estrangeira                                              | La vie d'Adèle                                            | Venceu       | [ 19 ]        |
| Denver Film Critics Society                   | 13 de janeiro de 2014   | Melhor Filme em Língua Estrangeira                                              | La vie d'Adèle                                            | Indicado     | [ 20 ]        |
| Detroit Film Critics Society                  | 13 de dezembro de 2013  | Melhor Atriz                                                                    | Adèle Exarchopoulos                                       | Indicado     | [ 21 ]        |
| Dorian Awards                                 | 21 de janeiro de 2014   | Filme do ano                                                                    | La vie d'Adèle                                            | Indicado     | [ 22 ] [ 23 ] |
| Dorian Awards                                 | 21 de janeiro de 2014   | Performance do ano em filme – Atriz                                             | Adèle Exarchopoulos                                       | Indicado     | [ 22 ] [ 23 ] |
| Dorian Awards                                 | 21 de janeiro de 2014   | Filme LGBT do ano                                                               | La vie d'Adèle                                            | Venceu       | [ 22 ] [ 23 ] |
| Dorian Awards                                 | 21 de janeiro de 2014   | Filme em Língua Estrangeira do Ano                                              | La vie d'Adèle                                            | Venceu       | [ 22 ] [ 23 ] |
| Dorian Awards                                 | 21 de janeiro de 2014   | Rising Star Award                                                               | Adèle Exarchopoulos                                       | Indicado     | [ 22 ] [ 23 ] |
| Dublin Film Critics Circle                    | 20 de dezembro de 2013  | Melhor Filme                                                                    | La vie d'Adèle                                            | 4º lugar     | [ 24 ]        |
| Dublin Film Critics Circle                    | 20 de dezembro de 2013  | Melhor Direção                                                                  | Abdellatif Kechiche                                       | 4º lugar     | [ 24 ]        |
| Dublin Film Critics Circle                    | 20 de dezembro de 2013  | Melhor Roteiro                                                                  | Abdellatif Kechiche, e Ghalia Lacroix                     | 5º lugar     | [ 24 ]        |
| Dublin Film Critics Circle                    | 20 de dezembro de 2013  | Melhor Atriz                                                                    | Adèle Exarchopoulos                                       | vice-campeã  | [ 24 ]        |
| Dublin Film Critics Circle                    | 20 de dezembro de 2013  | Melhor Estréia                                                                  | Adèle Exarchopoulos                                       | Venceu       | [ 24 ]        |
| Empire Awards                                 | 30 de março de 2014     | Melhor Estréia Feminina                                                         | Adèle Exarchopoulos                                       | Indicado     | [ 25 ]        |
| Prémios do Cinema Europeu                     | 7 de dezembro de 2013   | Melhor Filme                                                                    | La vie d'Adèle                                            | Indicado     | [ 26 ]        |
| Prémios do Cinema Europeu                     | 7 de dezembro de 2013   | Melhor Diretor                                                                  | Abdellatif Kechiche                                       | Indicado     | [ 26 ]        |
| Florida Film Critics Circle                   | 18 de dezembro de 2013  | Melhor Filme em Língua Estrangeira                                              | La vie d'Adèle                                            | Venceu       | [ 27 ]        |
| Sindicato de Críticos de Cinema da França     | 23 de maio de 2013      | Melhor Filme Francês                                                            | La vie d'Adèle                                            | Venceu       | [ 28 ]        |
| Prêmios Gaudí                                 | 2 de fevereiro de 2014  | Melhor Filme Europeu                                                            | La vie d'Adèle                                            | Indicado     | [ 29 ]        |
| GLAAD Media Awards                            | 3 de maio de 2014       | Excepcional Filme – Amplo Lançamento                                            | La vie d'Adèle                                            | Indicado     | [ 30 ]        |
| Globes de Cristal Awards                      | 10 de março de 2014     | Melhor Filme                                                                    | La vie d'Adèle                                            | Indicado     | [ 31 ]        |
| Globes de Cristal Awards                      | 10 de março de 2014     | Melhor Atriz                                                                    | Adèle Exarchopoulos                                       | Venceu       | [ 31 ]        |
| Golden Globe Awards                           | 12 de janeiro de 2014   | Melhor Filme em Língua Estrangeira                                              | La vie d'Adèle                                            | Indicado     | [ 32 ]        |
| Premiile Gopo                                 | 24 de março de 2014     | Melhor Filme Europeu                                                            | La vie d'Adèle                                            | Indicado     | [ 33 ]        |
| Prêmios Goya                                  | 9 de fevereiro de 2014  | Melhor Filme Europeu                                                            | La vie d'Adèle                                            | Indicado     | [ 34 ]        |
| Prêmio Guldbagge                              | 20 de janeiro de 2014   | Melhor Filme em Língua Estrangeira                                              | La vie d'Adèle                                            | Venceu       |               |
| Hamptons International Film Festival          | 12 de outubro de 2013   | Variety: 10 atores para assistir                                                | Léa Seydoux                                               | Venceu       | [ 35 ]        |
| Houston Film Critics Society                  | 15 de dezembro de 2013  | Melhor Filme em Língua Estrangeira                                              | La vie d'Adèle                                            | Indicado     | [ 36 ]        |
| Independent Spirit Awards                     | 1 de março de 2014      | Melhor Filme Internacional                                                      | La vie d'Adèle                                            | Venceu       | [ 37 ]        |
| International Online Film Critics' Poll       | 26 de janeiro de 2015   | Top 10 Filmes                                                                   | La vie d'Adèle                                            | Venceu       | [ 38 ]        |
| International Online Film Critics' Poll       | 26 de janeiro de 2015   | Melhor Atriz                                                                    | Adèle Exarchopoulos                                       | Indicado     | [ 38 ]        |
| London Film Critics' Circle                   | 2 de fevereiro de 2014  | Filme do Ano                                                                    | La vie d'Adèle                                            | Indicado     | [ 39 ] [ 40 ] |
| London Film Critics' Circle                   | 2 de fevereiro de 2014  | Atriz do Ano                                                                    | Adèle Exarchopoulos                                       | Indicado     | [ 39 ] [ 40 ] |
| London Film Critics' Circle                   | 2 de fevereiro de 2014  | Filme em Língua Estrangeira do Ano                                              | La vie d'Adèle                                            | Venceu       | [ 39 ] [ 40 ] |
| Los Angeles Film Critics Association          | 8 de dezembro de 2013   | Melhor Filme em Língua Estrangeira                                              | La vie d'Adèle                                            | Venceu       | [ 41 ]        |
| Los Angeles Film Critics Association          | 8 de dezembro de 2013   | Melhor Atriz                                                                    | Adèle Exarchopoulos                                       | Venceu       | [ 41 ]        |
| Prémio Louis-Delluc                           | 17 de dezembro de 2013  | Melhor Filme                                                                    | La vie d'Adèle                                            | Venceu       | [ 42 ]        |
| Prix Lumière                                  | 20 de janeiro de 2014   | Melhor Filme                                                                    | La vie d'Adèle                                            | Venceu       | [ 43 ]        |
| Prix Lumière                                  | 20 de janeiro de 2014   | Melhor Direção                                                                  | Abdellatif Kechiche                                       | Venceu       | [ 43 ]        |
| Prix Lumière                                  | 20 de janeiro de 2014   | Melhor Atriz                                                                    | Léa Seydoux                                               | Venceu       | [ 43 ]        |
| Prix Lumière                                  | 20 de janeiro de 2014   | Atriz Mais Promissora                                                           | Adèle Exarchopoulos                                       | Venceu       | [ 43 ]        |
| Magritte du cinéma                            | 1 de fevereiro de 2014  | Melhor Filme Estrangeiro de Co-Produção                                         | La vie d'Adèle                                            | Venceu       | [ 44 ] [ 45 ] |
| Magritte du cinéma                            | 1 de fevereiro de 2014  | Melhor Atriz Coadjuvante                                                        | Catherine Salée                                           | Venceu       | [ 44 ] [ 45 ] |
| Magritte du cinéma                            | 1 de fevereiro de 2014  | Atriz Mais Promissora                                                           | Mona Walravens                                            | Indicado     | [ 44 ] [ 45 ] |
| Motion Picture Sound Editors                  | 17 de fevereiro de 2014 | Best Edição de Som: Efeitos Sonoros, Foley, Dialógos & ADR em Filme Estrangeiro | Fabien Pochet                                             | Indicado     | [ 46 ]        |
| National Board of Review                      | 4 de dezembro de 2013   | Melhor Atriz Revelação                                                          | Adèle Exarchopoulos                                       | Venceu       | [ 47 ]        |
| National Society of Film Critics              | 4 de janeiro de 2014    | Melhor Atriz                                                                    | Adèle Exarchopoulos                                       | Vice-campeã  | [ 48 ]        |
| National Society of Film Critics              | 4 de janeiro de 2014    | Melhor Atriz Coadjuvante                                                        | Léa Seydoux                                               | Vice-campeã  | [ 48 ]        |
| National Society of Film Critics              | 4 de janeiro de 2014    | Melhor Filme em Língua Estrangeira                                              | La vie d'Adèle                                            | Venceu       | [ 48 ]        |
| New York Film Critics Circle                  | 3 de dezembro de 2013   | Melhor Filme em Língua Estrangeira                                              | La vie d'Adèle                                            | Venceu       | [ 49 ]        |
| New York Film Critics Circle                  | 3 de dezembro de 2013   | Melhor Atriz                                                                    | Adèle Exarchopoulos                                       | 3º lugar     | [ 49 ]        |
| New York Film Critics Online                  | 8 de dezembro de 2013   | Melhor Filme em Língua Estrangeira                                              | La vie d'Adèle                                            | Venceu       | [ 50 ]        |
| New York Film Critics Online                  | 8 de dezembro de 2013   | Performance Revelação                                                           | Adèle Exarchopoulos                                       | Venceu       | [ 50 ]        |
| New York Film Critics Online                  | 8 de dezembro de 2013   | Melhores filmes de 2013                                                         | La vie d'Adèle                                            | Venceu       | [ 50 ]        |
| Online Film Critics Society                   | 16 de dezembro de 2013  | Melhor Filme                                                                    | La vie d'Adèle                                            | Indicado     | [ 51 ]        |
| Online Film Critics Society                   | 16 de dezembro de 2013  | Melhor Filme em Língua Estrangeira                                              | La vie d'Adèle                                            | Venceu       | [ 51 ]        |
| Online Film Critics Society                   | 16 de dezembro de 2013  | Melhor Atriz                                                                    | Adèle Exarchopoulos                                       | Indicado     | [ 51 ]        |
| Online Film Critics Society                   | 16 de dezembro de 2013  | Melhor Atriz Coadjuvante                                                        | Léa Seydoux                                               | Indicado     | [ 51 ]        |
| Polskie Nagrody Filmowe: Orły                 | 10 de março de 2014     | Melhor Filme Europeu                                                            | La vie d'Adèle                                            | Indicado     | [ 52 ]        |
| Prix Jacques Prévert du Scénario              | 4 de fevereiro de 2014  | Melhor Adaptação                                                                | Abdellatif Kechiche e Ghalia Lacroix                      | Indicado     | [ 53 ]        |
| Prêmio Robert                                 | 26 de fevereiro de 2014 | Melhor Filme Não Americano                                                      | La vie d'Adèle                                            | Venceu       | [ 54 ]        |
| San Diego Film Critics Society                | 11 de dezembro de 2013  | Melhor Atriz                                                                    | Adèle Exarchopoulos                                       | Indicado     | [ 55 ]        |
| San Diego Film Critics Society                | 11 de dezembro de 2013  | Melhor Filme em Língua Estrangeira                                              | La vie d'Adèle                                            | Indicado     | [ 55 ]        |
| San Francisco Film Critics Circle             | 15 de dezembro de 2013  | Melhor Atriz                                                                    | Adèle Exarchopoulos                                       | Indicado     | [ 56 ] [ 57 ] |
| San Francisco Film Critics Circle             | 15 de dezembro de 2013  | Melhor Atriz Coadjuvante                                                        | Léa Seydoux                                               | Indicado     | [ 56 ] [ 57 ] |
| San Francisco Film Critics Circle             | 15 de dezembro de 2013  | Melhor Filme em Língua Estrangeira                                              | La vie d'Adèle                                            | Venceu       | [ 56 ] [ 57 ] |
| Santa Barbara International Film Festival     | 4 de fevereiro de 2014  | Virtuosos Award                                                                 | Adèle Exarchopoulos                                       | Venceu       | [ 58 ]        |
| Satellite Awards                              | 23 de fevereiro de 2014 | Melhor Filme em Língua Estrangeira                                              | La vie d'Adèle                                            | Indicado     | [ 59 ]        |
| Satellite Awards                              | 23 de fevereiro de 2014 | Melhor Atriz - Cinema                                                           | Adèle Exarchopoulos                                       | Indicado     | [ 59 ]        |
| Satellite Awards                              | 23 de fevereiro de 2014 | Melhor Atriz Coadjuvante - Cinema                                               | Léa Seydoux                                               | Indicado     | [ 59 ]        |
| St. Louis Gateway Film Critics Association    | 16 de dezembro de 2013  | Melhor Atriz Coadjuvante                                                        | Léa Seydoux                                               | Indicado     | [ 60 ] [ 61 ] |
| St. Louis Gateway Film Critics Association    | 16 de dezembro de 2013  | Melhor Filme em Língua Estrangeira                                              | La vie d'Adèle                                            | Venceu       | [ 60 ] [ 61 ] |
| St. Louis Gateway Film Critics Association    | 16 de dezembro de 2013  | Melhor Filme Arte-House ou Festival                                             | La vie d'Adèle                                            | Vice-campeão | [ 60 ] [ 61 ] |
| Toronto Film Critics Association              | 7 de janeiro de 2014    | Melhor Filme em Língua Estrangeira                                              | La vie d'Adèle                                            | Vice-campeão | [ 62 ]        |
| Vancouver Film Critics Circle                 | 7 de janeiro de 2014    | Melhor Filme em Língua Estrangeira                                              | La vie d'Adèle                                            | Indicado     | [ 63 ]        |
| Washington D.C. Area Film Critics Association | 9 de dezembro de 2013   | Melhor Jovem Performance                                                        | Adèle Exarchopoulos                                       | Indicado     | [ 64 ]        |
| Washington D.C. Area Film Critics Association | 9 de dezembro de 2013   | Melhor Filme em Língua Estrangeira                                              | La vie d'Adèle                                            | Indicado     | [ 64 ]        |